# ラ・メリディオナル
ラ・メリディオナル （La Méridionale）は、1931年に設立されたフランスの海運会社。 同社はマルセイユからコルシカ島とサルデーニャ島に旅客と商品を輸送している。1992年以来、同社は冷凍輸送のヨーロッパのリーダーであるSTEFグループの子会社となっている。

## 歴史
1931年にCompagnie Méridionale de Navigation（略称：CMN）が設立。1937年から、同社は初めてコルシカ島との航路を開設した。当時は貨物輸送のみだった。1976年、CMNはフランスからの助成金事業として、SNCMと共同でコルシカ島での貨物輸送を開始。1988年、貨物輸送船を乗客輸送用との共用に改造した。1989年にサルデーニャ島行きの路線が開設された。2002年から、CMNはフランスからコルシカ島への輸送のための補助金を授受を開始。2011年には創立80周年を迎え社名をラ・メリディオナル（La Méridionale）と変更した。2019年、同社はコルシカ島での補助金を授受している運航業務の一部を競合他社のコルシカ・リネアに譲った。

## 船舶

### 運航中の船舶

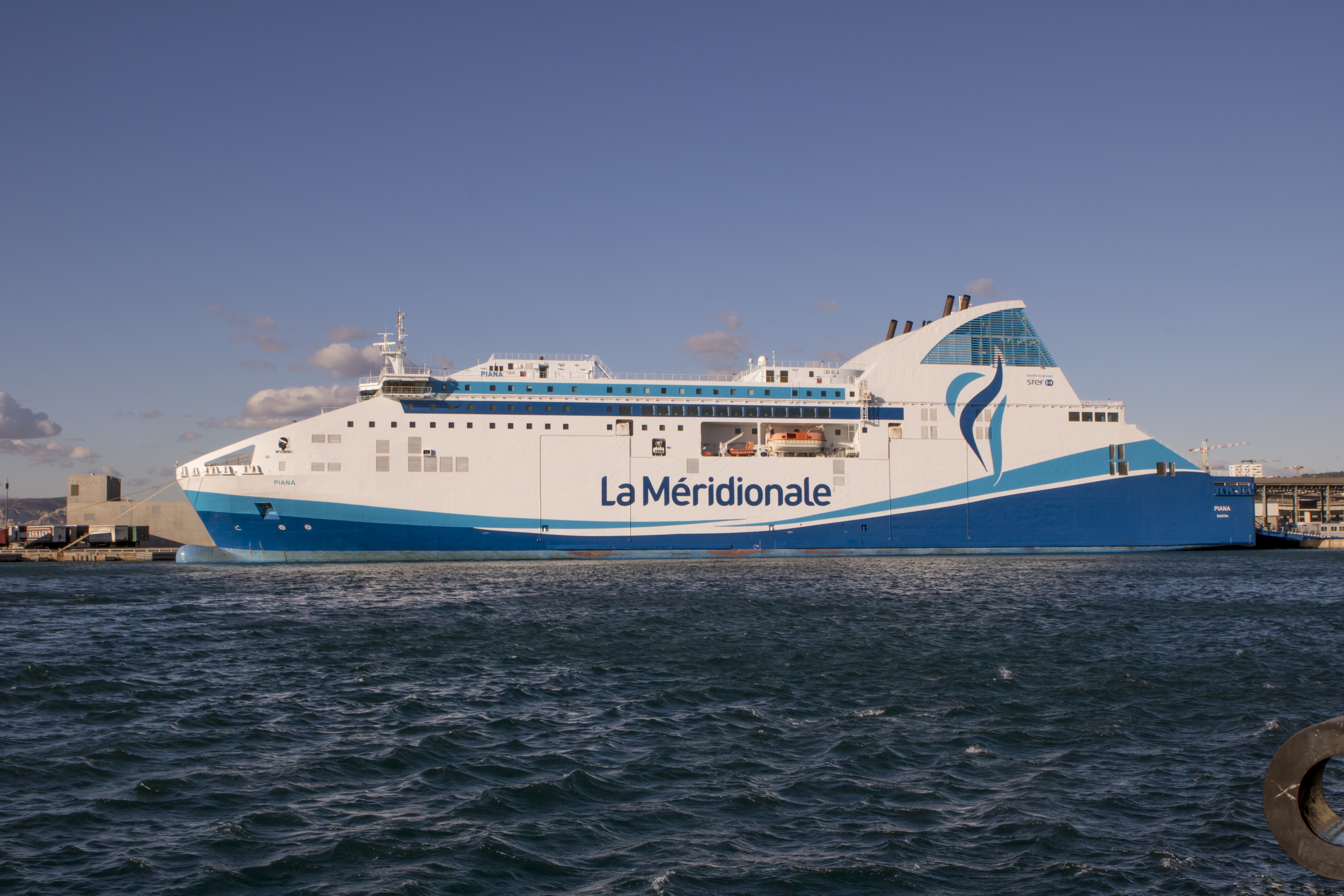
ピアナ

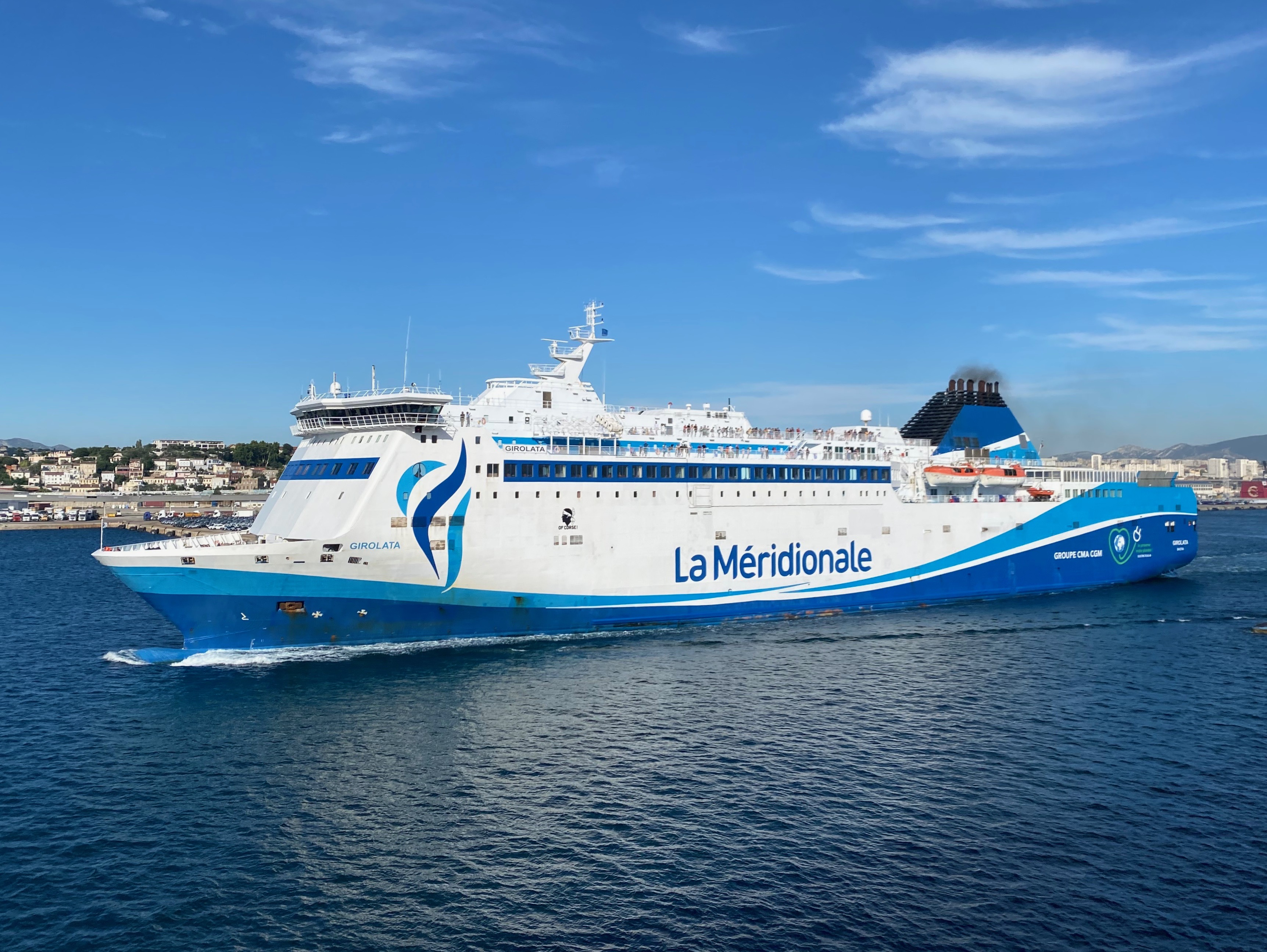
ジロラッタ

カリステ

- ピアナ

2010年11月24日進水、2011年12月13日竣工、同年12月26日就航。
42,180総トン、全長180.0m、幅30.60m、満載喫水6.70m。
出力38,400kW、航海速力24.0ノット。
旅客定員750名。車両積載数：トラック180台、：乗用車200台。クロアチア・スプリト、ブロドスプリト建造。
- ジロラッタ

1994年12月15日進水、1995年6月9日竣工、同年7月8日就航。2002年3月11日就航　(ラ・メリディオナル)。
28,417総トン、全長177.30m、幅27m、満載喫水6.30m。
出力31,200kW、航海速力23.8ノット。
旅客定員816名。車両積載数：トラック140台、：乗用車200台。スウェーデン・ランズクルーナ、ブルーセン造船所建造。
この船は現在イタリアの会社GNVによって貸し出されている。
- カリステ

1993年1月24日進水、1993年7月19日竣工、同年7月29日就航。
30,718総トン、全長165m、幅29m、満載喫水7.30m。
出力19,700kW、航海速力19.0ノット。
旅客定員560名。車両積載数：トラック150台、：乗用車160台。フィンランド・ラウマ、エイカー・フィンヤード建造。

### 過去に就航していた船舶

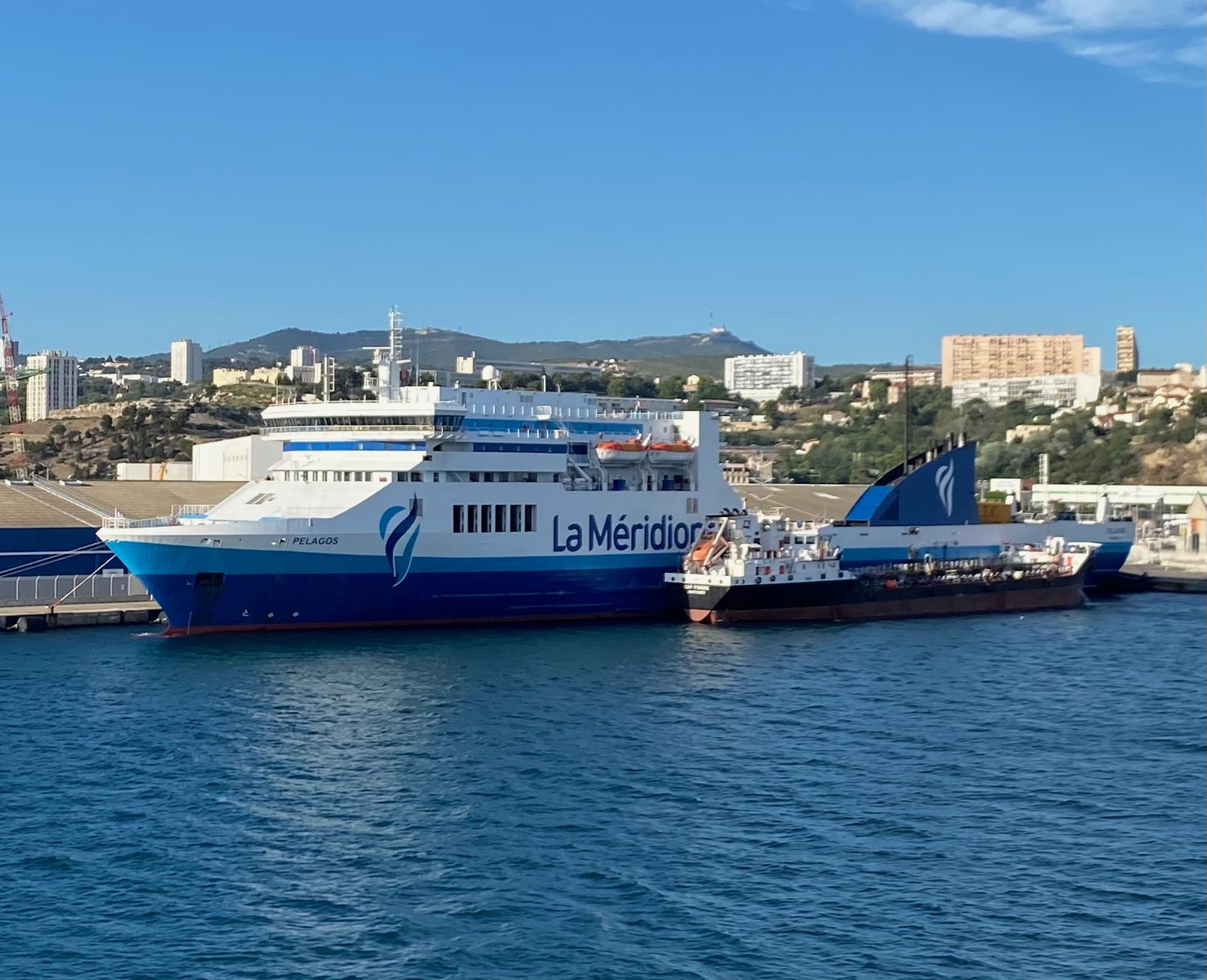
ペラゴス

- ペラゴス

2020年10月就航。
21,856総トン、全長186m、幅25.60m。
出力15,600kW、航海速力21.5ノット。
旅客定員340名。車両積載数：トラック170台、乗用車200台。
2025年にエジプトへ売却。
- スカンドラ

1999年3月就航。
19,308総トン、全長150.43m、幅23.40m。
出力11,520kW、航海速力19ノット
旅客定員250名。車両積載数：トラック108台、乗用車90台。
2012年にスペインの会社Accionaがレンタル。2015年にスペインへ売却。
- サンタ・レジナ

1985年就航。
14,588総トン、全長136.02m、幅22.51m。
出力7,640kW、航海速力18ノット
旅客定員110名。車両積載数：トラック?台、乗用車96台。
2002年にニュージーランドへ売却。
- ポルト・カルド

1980年5月就航。
11.457総トン、全長126.50m、幅21.01m。
出力11,040kW、航海速力18ノット
旅客定員96名。車両積載数：トラック?台、乗用車?台。
1999年にイタリア売却。

## 航路

### コルシカ島

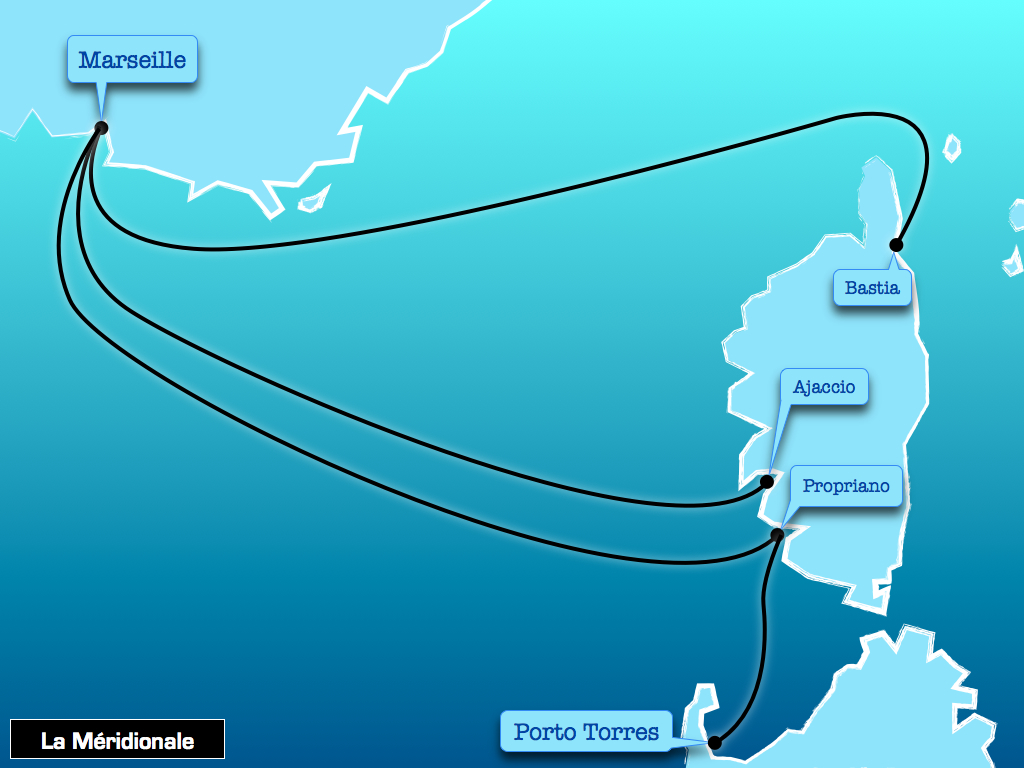
2019年までのメリディオナル海上路線。

2019年以前は、ラ・メリディオナルはマルセイユからバスティア、アジャクシオ、プロプリアノの港に就航していた。2019年以来、同社はプロプリアノとポルトヴェッキオの港をコルシカ島の南にリンクするだけだった。
| 航路                            | 船         |
| ------------------------------- | ---------- |
| マルセイユ - アジャクシオ       | ピアナ     |
| マルセイユ - ポルト＝ヴェッキオ | ジロラッタ |

### モロッコ
| 航路                       | 船       |
| -------------------------- | -------- |
| マルセイユ - タンジェMED港 | カリステ |